# Euproctis falkensteinii
Euproctis falkensteinii är en fjärilsart som beskrevs av Herman Dewitz 1881. Euproctis falkensteinii ingår i släktet Euproctis och familjen tofsspinnare. Inga underarter finns listade i Catalogue of Life.